# 鳩離島
鳩離島（日语：／ Hatobanari-jima）為日本沖繩縣八重山郡西表島北北東大約1.2km海上的荒島。位於西表島和鳩間島間之位置，由3個小島所構成。島之間的間隔距離大約為10-20m。
南側為珊瑚礁之交錯切割而成的，於大潮潮汐低時可以步行渡過，潮汐間趕海與钓鱼成為本島的主要活動。

## 外部連結
- 西表島北部